# 11082 Spilliaert
11082 Spilliaert (1993 JW) là một tiểu hành tinh nằm phía ngoài của vành đai chính được phát hiện ngày 14 tháng 5 năm 1993 bởi E. W. Elst ở Đài thiên văn Nam Âu.